# Doina Gherman
Doina Gherman, née le 29 novembre 1982 à Chișinău, est une parlementaire moldave. Élue depuis 2019, elle y où défend les efforts visant à promouvoir l'inclusion des femmes et à protéger les survivants de la violence domestique et sexiste. Elle est membre du  secrétariat de la commission de la politique étrangère et de l'intégration européenne.
Avant d'entrer au Parlement, elle a travaillé comme inspectrice au service des douanes de Moldavie et a enseigné la communication et l'image de marque à l'Institut des sciences de l'éducation. Doina Gherman est titulaire d'une maîtrise en gestion de l'Académie moldave d'administration publique et d'une licence en langues étrangères de l'Université d'État de Bălți. Elle parle roumain, russe, français et anglais.
Le 14 mars 2022 elle se voit décerner le prix international de la femme de courage.